# José Costa Cavalcanti
José Costa Cavalcanti GCIH (Fortaleza, 6 de enero de 1918  — Río de Janeiro, 10 de agosto de 1991) fue un militar y político brasileño, ministro de Minas y Energía y, más adelante, del Interior. Fue el primer director general de la represa de Itaipú.

## Biografía
Inició su carrera militar en la Escola Militar do Realengo en 1935 y vivió en Estados Unidos entre 1950 y 1951 e hizo un curso avanzado en la Infantry School en Fort Benning, Georgia. Promovido a teniente coronel en 1959, fue nombrado Secretario de Seguridad Pública de Pernambuco por influencia del ministro de la Guerra, Henrique Teixeira Lott. Afiliado a la Unión Democrática Nacional (UDN), fue elegido diputado federal en 1962. Activo opositor del gobierno de João Goulart, fue entusiasta de su deposición, aunque discordara de la opción blanda del presidente Castelo Branco. Articulador de la candidatura de Costa e Silva a la presidencia de la República, tuvo éxito también al apostar por quienes serían sus sucesores. Reelegido diputado federal por la ARENA en 1966, fue nombrado ministro de Minas y Energía por el presidente Costa e Silva el 15 de marzo de 1967, permaneciendo al frente del cargo hasta el 27 de enero de 1969, cuando fue nombrado ministro del Interior. Como ministro de estado fue uno de los participantes, el 13 de diciembre de 1968, en la 43.ª sesión del Consejo de Seguridad Nacional que aprobó unánimemente el Acto Institucional Número Cinco, marco de la cimentación de la Dictadura militar en Brasil. Con el alejamiento del presidente de la República por cuestiones de salud y el ascenso de una Junta militar el 31 de agosto de 1969 fue mantenido en el ministerio, en el que permaneció durante todo el gobierno de Emilio Garrastazu. En abril de 1974 fue nombrado director general de la Represa de Itaipú por el presidente Ernesto Geisel y ejerció la función hasta el fin del gobierno de João Figueiredo, en 1985, cargo que a partir de 1980 acumuló con la presidencia de las Centrales Eléctricas Brasileñas (Eletrobrás).
El 10 de julio de 1970 fue agraciado con la Gran Cruz de la Orden del Infante D. Henrique de Portugal.
En 1972, durante la Cumbre de la Tierra de Estocolmo, la primera  Conferencia Mundial sobre el Medio ambiente, pronunció la célebre frase "Desarrollar primero y pagar los costes de la polución después", demostrando la posición del gobierno de Brasil de la época, que anteponía el crecimiento económico a cualquier coste.
Durante su gestión asistimos a la desaparición de las Sete Quedas, debido a formación del lago de la fábrica, y después la inauguración de Itaipú el 5 de noviembre de 1982. Pasó a la reserva como General del Ejército. 

José Costa Cavalcanti, junto con Antônio Souza.